# Gyraulus janinensis
Gyraulus janinensis is een slakkensoort uit de familie van de Planorbidae. De wetenschappelijke naam van de soort is voor het eerst geldig gepubliceerd in 1859 door Mousson.